# Уряд Саудівської Аравії
Уряд Саудівської Аравії — вищий орган виконавчої влади Саудівської Аравії.

## Голова уряду
- Прем'єр-міністр — Салман ібн Абд аль-Азіз Аль Сауд (англ. Salman bin Abd al-Aziz Al Saud).
- Віце-прем'єр-міністр — Мухаммад ібн Найф ібн Абд аль-Азіз Аль Сауд (англ. Muhammad bin Nayif bin Abd al-Aziz Al Saud).
- Віце-прем'єр-міністр — Мухаммад ібн Салман ібн Абд аль-Азіз Аль Сауд (англ. Muhammad bin Salman bin Abd al-Aziz Al Saud).

## Кабінет міністрів
Склад чинного уряду подано станом на 7 грудня 2016 року.
| Логотип | Міністерство                                                   | Міністр | Фото | Час на посаді | Час на посаді | Партія | Партія | Вебсайт |
| ------- | -------------------------------------------------------------- | --- | ---- | ------------- | ------------- | ------ | ------ | ------- |
|         | Міністерство внутрішніх справ                                  | Мухаммад ібн Найф ібн Абд аль-Азіз Аль Сауд (Muhammad bin Nayif bin Abd al-Aziz Al Saud)                              |      |               |               |        |        |         |
|         | Міністерство державної служби                                  | Халід ібн Абдалла аль-Арадж (Khalid bin Abdallah al-Araj)                                                             |      |               |               |        |        |         |
|         | Міністерство екології, вод і сільського господарства           | Абд аль-Рахман ібн Абд аль-Мухсін аль-Фадлі (Abd al-Rahman bin Abd al-Muhsin al-Fadhli)                               |      |               |               |        |        |         |
|         | Міністерство економіки і планування                            | Аділ ібн Мухаммад ібн Абд аль-Кадір Факія (Adil bin Muhammad bin Abd al-Qadir Faqiyah)                                |      |               |               |        |        |         |
|         | Міністерство енергетики, промисловості та мінеральних ресурсів | Халід ібн Абдулазіз аль-Фаліх (Khalid bin Abd al-Aziz al-Falih)                                                       |      |               |               |        |        |         |
|         | Міністерство житлово-комунального господарства                 | Маджид аль-Хукайл (Majid al-Huqayl)                                                                                   |      |               |               |        |        |         |
|         | Міністерство зв'язку та інформаційних технологій               | Мухаммад ібн Ібрахім аль-Сувайл (Muhammad bin Ibrahim al-Suwayl)                                                      |      |               |               |        |        |         |
|         | Міністерство закордонних справ                                 | Аділ аль-Ахмад аль-Джубайр (Adil al-Ahmad al-Jubayr)                                                                  |      |               |               |        |        |         |
|         | Міністерство культури та інформації                            | Аділ ібн Заїд аль-Турайфі (Adil bin Zayid al-Turayfi)                                                                 |      |               |               |        |        |         |
|         | Міністерство муніципальних та сільських справ                  | Абд аль-Латіф ібн Абд аль-Малік ібн Омар Аль Альшейх (Abd al-Latif bin Abd al-Malik bin Omar Al Alshaykh)             |      |               |               |        |        |         |
|         | Міністерство національної гвардії                              | Мітіб ібн Абдалла ібн Абдулазіз Аль Сауд (Mitib bin Abdallah bin Abd al-Aziz Al Saud)                                 |      |               |               |        |        |         |
|         | Міністерство оборони                                           | Мухаммад ібн Салман ібн Абдулазіз Аль Сауд (Muhammad bin Salman bin Abd al-Aziz Al Saud)                              |      |               |               |        |        |         |
|         | Міністерство освіти                                            | Ахмад ібн Мухаммад аль-Іса (Ahmad bin Muhammad al-Isa)                                                                |      |               |               |        |        |         |
|         | Міністерство охорони здоров'я                                  | Тавфік Фавзан аль-Рабія (Tawfiq bin Fawzan al-Rabiah)                                                                 |      |               |               |        |        |         |
|         | Міністерство праці та соціального розвитку                     | Алі аль-Гуфайс (Ali al-Ghufays)                                                                                       |      |               |               |        |        |         |
|         | Міністерство справ ісламу, покликання та проводу               | Саліх ібн Абдулазіз ібн Мухаммад ібн Ібрахім Аль Альшейх (Salih bin Abd al-Aziz bin Muhammad bin Ibrahim Al Alshaykh) |      |               |               |        |        |         |
|         | Міністерство торгівлі та інвестування                          | Маджид ібн Абдалла аль-Касабі (Majid bin Abdallah al-Qasabi)                                                          |      |               |               |        |        |         |
|         | Міністерство транспорту                                        | Сулейман ібн Абдалла аль-Хамдан (Sulayman bin Abdallah al-Hamdan)                                                     |      |               |               |        |        |         |
|         | Міністерство фінансів                                          | Мухаммад аль-Джадан (Muhammad al-Jadan)                                                                               |      |               |               |        |        |         |
|         | Міністерство хаджу та умри                                     | Мухаммад Саліх Бантан (Muhammad Salih Bantan)                                                                         |      |               |               |        |        |         |
|         | Міністерство юстиції                                           | Валід ібн Мухаммад ібн Салід аль-Самані (Walid bin Muhammad bin Salid al-Samani)                                      |      |               |               |        |        |         |

### Державні міністри
| Посада            | Особа                                                                          | Фото | Час на посаді | Час на посаді | Партія | Партія |
| ----------------- | ------------------------------------------------------------------------------ | ---- | ------------- | ------------- | ------ | ------ |
| Державний міністр | Мухаммад ібн Абд аль-Малік Аль Альшейх (Muhammad bin Abd al-Malik Al Alshaykh) |      |               |               |        |        |
| Державний міністр | Мусаїд ібн Мухаммад аль-Айбан (Musaid bin Muhammad al-Ayban)                   |      |               |               |        |        |
| Державний міністр | Муталіб ібн Абдалла аль-Нафіса (Mutalib bin Abdallah al-Nafisa)                |      |               |               |        |        |
| Державний міністр | Ісам ібн Саад ібн Саїд (Isam bin Saad bin Sayid)                               |      |               |               |        |        |